# Austin A125
Der Austin A125 Sheerline war eine 4-türige Luxuslimousine der Austin Motor Cie., die diese 1947 zusammen mit dem viel kleineren Modell A40 Dorset und dem großen A135 Princess I herausbrachte. Er ersetzte das Vorkriegsmodell Austin 28.

## Modellgeschichte
Der A125 war mit einem Sechszylinder-Reihenmotor mit 3.993 cm³ Hubraum ausgestattet, der seine Leistung von 125 bhp (92 kW) an die Hinterräder weitergab. Seine Karosserie mit freistehenden Scheinwerfern und angesetztem Kofferraum entsprach dem Stil der 1930er-Jahre. Neben der Limousine (Saloon) gab es noch einen Limousine mit längerem Radstand (Pullman). Die Limousine erreichte eine Höchstgeschwindigkeit von 131 km/h. Einige unabhängige Karosseriehersteller fertigten auf Kundenwunsch individuelle Aufbauten für das Austin-Chassis, darunter das belgische Unternehmen Vesters & Neirinck, das 1949 ein zweitüriges Cabriolet mit A125-Technik schuf.
1953 wurde die Produktion beider Modelle nach etwa 9.000 Exemplaren eingestellt. Nachfolger war der A135 Princess III.

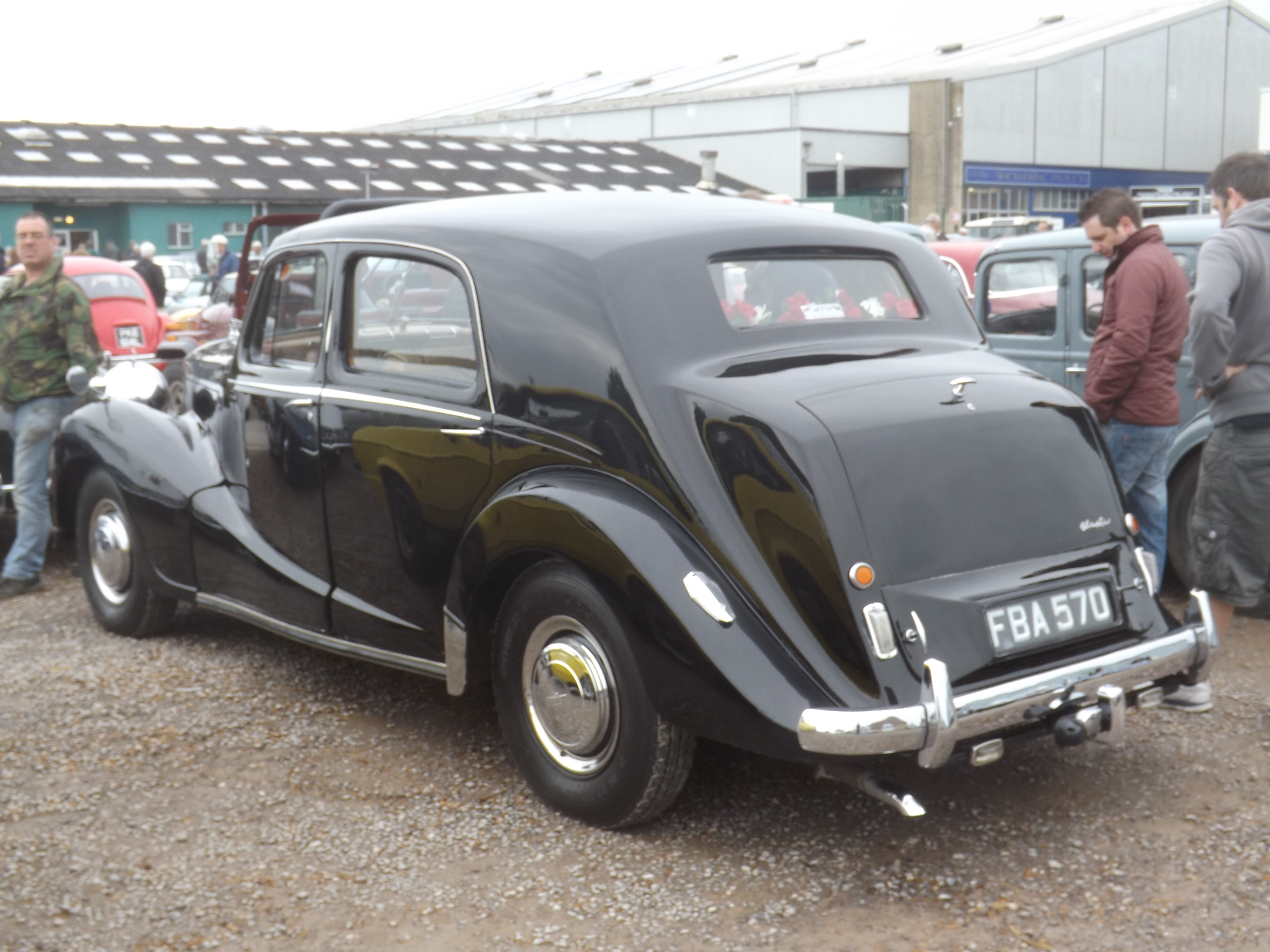
Heckansicht